# Coronel Juan Solá
Pour les articles homonymes, voir Sola.
Coronel Juan Solá est une ville et une municipalité de la province de Salta, dans le département de Rivadavia, au nord-ouest de l’Argentine.